# Contea di Washington (Idaho)
La contea di Washington (in inglese Washington County) è una contea dello Stato dell'Idaho, negli Stati Uniti. La popolazione al censimento del 2000 era di 9 977 abitanti. Il capoluogo di contea è Weiser.

## Geografia fisica
La contea si trova nel centro-est dello Stato, al confine con l'Oregon. Il fiume principale è il fiume Weiser.

### Contee confinanti
Confina con le contee di:
- Contea di Adams - nord/nord-est
- Contea di Gem - sud-est
- Contea di Payette - sud
- Contea di Malheur (Oregon) – sud-ovest
- Contea di Baker (Oregon) – ovest

## Storia
La contea fu istituita nel 1879 e fu chiamata così in onore del presidente George Washington.

## Comuni
La contea di Washington è costituita da tre cities:
- Cambridge
- Midvale
- Weiser (capoluogo)